# Prilozi povijesti otoka Hvara
Prilozi povijesti otoka Hvara, hrvatski znanstveni časopis. Izlazi neredovito, obično u razmacima od više godina. Prvi je broj izašao 1959. godine. Sjedište lista je u gradiću Hvaru. Izdavač je Muzej hvarske baštine. Područja koja pokriva su humanističke znanosti, povijest, povijest umjetnosti, arheologija i književnost. Na portal hrvatskih znanstvenih i stručnih časopisa uključen je 30. lipnja 2014. godine. Časopis nema recenzije. Za Priloge su pisali Joško Kovačić, Niko Duboković Nadalini, Grgo Gamulin, Berislav Anđelinović, Samuel Puhiera, Nikola Čolak, Frano Maroević, Ante Marija Strgačić, Šime Jurić, Andre Jutronić, Oliver Fio, Nevenka Bezić-Božanić, Kruno Prijatelj, Šimun Jurišić, Mladen Nikolanci, Nikša Petrić, Danica Božić-Bužančić, Ivo Politeo, Marin Zaninović, Marija Brida, Remigije Bučić i ini.